# Gaius Sempronius Gracchus
Gaius Sempronius Gracchus (154 v.Chr. - Rome, 121 v.Chr.) was de jongere broer van Tiberius Gracchus, en was nóg begaafder en wilskrachtiger, maar vooral een knapper redenaar en een handiger politicus. Daarom werd hij op twintigjarige leeftijd opgenomen in de commissie die de gewijzigde wetgeving inzake grootgrondbezit moest doorvoeren. Na de dood van Tiberius in 133 hield hij zich aanvankelijk zo veel mogelijk op de vlakte en liet diens gedachtegoed verder op het volk inwerken. 
In 126 v.Chr. werd hij als quaestor naar Sardinia gestuurd, een manoeuvre waarmee de Senaat hoopte hem van het politieke toneel in Rome verwijderd te houden. Er werd hem trouwens geen opvolger gezonden, zodat zijn ambtstermijn eigenlijk nooit eindigde. 
In 123 v.Chr. keerde hij echter eigenmachtig naar Rome terug, om zich tot tribunus plebis te laten verkiezen. Als erfgenaam en wreker van zijn broer was Gaius er van meet af aan bewust op uit de macht van de Senaat te breken. De weerstand van de vermogende klasse hoopte hij te beperken door aan de senatorenstand de bevoegdheid te ontnemen om als jurylid in de rechtbanken te zetelen en ze aan de ordo equestris (cf. ridders) te geven (wat neerkwam op de officiële erkenning van deze stand). Aldus probeerde hij een belangengemeenschap van de rijke zakenlieden en de rest van de volksvergadering tot stand te brengen.
Met zijn korenwet won hij de gunst van het volk: hij liet maandelijks graan tegen zeer lage prijs verkopen aan te Rome ingeschreven burgers. Hoewel hij het volk hiermee tijdelijk op zijn hand had gekregen, en als volkstribuun (thans wettelijk toegestaan) voor het volgende jaar herkozen was, verloor Gaius in dat tweede ambtsjaar geleidelijk aan populariteit. Zijn pogingen om aan de Italische "bondgenoten" Romeins burgerrecht te verlenen in ruil voor het beschikbaar stellen van hun land ter verdeling onder arme burgers werden gesaboteerd. 
Voor een derde ambtstermijn in 121 werd Gaius niet herkozen. Nu hadden zijn tegenstanders de handen vrij om tegen hem op te treden. Er braken sociale onlusten in Rome uit, en een Senaatsbesluit verleende onbeperkte volmachten aan de consul Lucius Opimius om die te bestrijden. Gaius Gracchus verschanste zich eerst met zijn trouwe militanten op de Aventijn, maar werd vandaar verdreven, waarna hij zich op de vlucht door een slaaf liet doden. Later werden nog eens enkele duizenden van zijn aanhangers geëxecuteerd zonder proces. De belangrijkste van zijn wetten bleven bestaan, zij het niet geheel zonder wijzigingen. Wat in ieder geval bleef bestaan was de haat tussen de politieke fracties, die in de 1e eeuw v.Chr. zou uitmonden in bloedige burgeroorlogen.

## Een oordeel over "de Gracchen"
Tiberius en Gaius Sempronius Gracchus faalden tijdens hun leven, maar op lange termijn was het effect van hun hervormingspogingen nauwelijks te overschatten. Drie factoren verklaren hun mislukking: 
- zij begingen enkele tactische fouten
- de stedelijke proletariërs die de Romeinse volksvergadering vulden, voelden zich uiteindelijk nog te weinig bij dit idealistisch streven betrokken
- de tijd was nog niet rijp voor hun radicale hervormingen: zolang immers een groot deel van Italië nog eigendom was van mensen die het burgerrecht niet bezaten, bleef het landprobleem acuut.

Echte revolutionairen in de moderne zin van het woord kan men de Gracchen bezwaarlijk noemen: de meer radicale Gaius misschien eerder nog dan Tiberius, die men in bepaalde opzichten zelfs conservatief mag noemen. Hun optreden leidde echter tot de burgeroorlogen vanaf ca. 90 v.Chr., waarin de toen geconsolideerde belangengroeperingen van de optimates en de populares (politici die steunden op agitatie van het volk en dus Tiberius en Gaius Sempronius Gracchus) elkaar op leven en dood bestreden. Het was pas na deze "Romeinse revolutie" (een door Ronald Syme geïntroduceerde term), die leidde tot de ondergang van het Senaatsbewind, dat massale en gewelddadige confiscaties een gedeeltelijke, min of meer blijvende oplossing van de agrarische kwestie brachten.